# 79 (tal)
79 (nioghalvfjerds, på checks også syvtini) er det naturlige tal som kommer efter 78 og efterfølges af 80.

## Inden for matematik
- 79 er det 22. primtal,[1] og desuden latmirp med 97.

## Inden for videnskab
- 79 Eurynome, asteroide
- M79, kuglehob i Haren, Messiers katalog
- Grundstoffet guld har atomnummer 79.

## Eksterne links
- Wikimedia Commons har flere filer relateret til 79 (tal)